# Mann von Bleivik
Der Mann von Bleivik (norwegisch: Steinaldermannen fra Bleivik) oder auch Moorleiche von Bleivik ist eine mesolithische Moorleiche, die 1952 in einem ehemaligen Moor etwa sechs Kilometer nördlich der Stadt Haugesund in Norwegen gefunden wurde.

## Fund
1952 stieß ein Bauer bei der Anlage eines Entwässerungsgrabens auf seinem Feld, in einer Tiefe von 70 Zentimeter, auf menschliche Knochen. Er barg einen gut erhaltenen Schädel, einen Oberschenkel- und einen Oberarmknochen. Bei einer Nachgrabung durch Mitarbeiter der Universität Bergen wurden weitere Knochen, darunter eine Rippe, zwei Wirbelkörper und Zähne sowie Fragmente eines weiteren Oberschenkelknochens gefunden.
Fundort: 59° 28′ 45,1″ N, 5° 14′ 42,1″ O

## Befunde
Die anthropologische Untersuchung des Schädels ergab, dass es sich um einen etwa 60 Jahre alten Mann handelte. Seine Körpergröße wurde anhand der vorliegenden Langknochen auf maximal 160 Zentimeter geschätzt. Stark ausgeprägte Muskelansatzmarken an den Knochen lassen auf einen kräftigen Körperbau schließen. Bei den Zähnen handelte es sich um einen linken unteren Eckzahn, einen linken unteren Prämolaren, sowie einen rechten oberen Schneidezahn. Die in den 1990er Jahren durchgeführte anatomisch-odontologische Untersuchung der gefundenen Zähne bestätigte, dass sie alle dem Mann zugeordnet werden können, dessen Lebensalter aufgrund charakteristischer Merkmale der Zahnwurzeln auf 55 bis 60 Jahre eingegrenzt wurde.
Die Todesursache konnte anhand der vorliegenden Körperteile nicht ermittelt werden. Die Erdschicht an der Fundstelle zeigte keine Störungen oder Grabungsspuren, was darauf hindeutet, dass der Tote nicht vergraben wurde, sondern auf natürliche Weise zu liegen kam und erst allmählich von Sediment abgedeckt wurde. Die Wissenschaftler um Torgersen gingen aus diesen Gründen davon aus, dass der Mann möglicherweise in dem damals noch offenen Gewässer ertrunken war. Mittels einer in den 1950er Jahren durchgeführten Pollenanalyse aus der Erdschicht, in die die Skelettteile eingebettet waren, wurde der Fund etwa in einen Zeitraum um 5000 vor Chr. datiert. Die Datierung konnte später durch eine 14C-Datierung einer Probe aus den Knochen auf  zwischen 6110 und 5890 v. Chr. bestimmt werden.